# Plantersville (Alabama)
Plantersville es una comunidad no incorporada en el condado de Dallas, Alabama, Estados Unidos. Se encuentra cerca de la frontera del condado con los condados de Autauga y Chilton.

## Historia
El nombre original de la ciudad era Corinto. Plantersville recibió su nombre de los plantadores y plantaciones de algodón locales. La oficina de correos se estableció en 1867.
Después de la Batalla de la Iglesia Ebenezer de la Guerra de Secesión (1 de abril de 1865), las tropas de la Unión incendiaron el depósito del ferrocarril en Plantersville y un almacén de algodón. Las tropas de James H. Wilson pasaron la noche acampadas en Plantersville, y luego en la Batalla de Selma al día siguiente.